# Håbrandsartade hajar
Håbrandsartade hajar eller jättehajar (Lamniformes) är en ordning i underklassen hajar. Ordningen omfattar bland annat vithaj, och kännetecknas av två ryggfenor, en stjärtfena, fem gälöppningar, och en mun som sträcker sig längre bak på huvudet än ögonen.
Som trivialnamnet jättehajar antyder är ordningens medlemmar stora hajar som vanligen är längre än 3 meter. Endast krokodilhajen (Pseudocarcharias kamoharai) är liten med en maximallängd av 1,1 meter. Familjen rävhajar har antagligen fler arter än hittills (2018) beskriven.

## Familjer, släkten och arter i urval
- Familjen Alopiidae Rävhajar
  - Släktet Alopias Rävhajar
    - A. vulpinus – Rävhaj
    - A. pelagicus – Pelagisk rävhaj
    - A. superciliosus – Storögd rävhaj

- Familjen Lamnidae – Håbrandshajar eller kungshajar
  - Släktet Carcharodon
    - C. carcharias – Vithaj

- - Släktet Isurus - Makrillhajar
    - I. oxyrinchus – Makrillhaj
    - I. paucus  – Långfenad makrillhaj

- - Släktet Lamna
    - L. ditropis – Laxhaj
    - L. Nasus – Håbrand

- Familjen Cetorhinidae - Brugdar
  - Släktet Cetorhinus
    - C. maximus – Brugd

- Familjen Megachasmidae - Munhajar
  - Släktet Megachasma
    - M. pelagios – Jättemunhaj

- Familjen Mitsukurinidae – Trollhajar
  - Släktet Mitsukurina
    - M. owstoni – Trollhaj

- Familjen Carchariidae – Sandtigerhajar
  - Släktet Carcharias
    - C. taurus – Sandtigerhaj, även kallad oxhaj

- Familjen Odontaspididae – Skräckhajar
  - Släktet Odontaspis
    - O. ferox – Skräckhaj
    - O. noronhai – Storögd skräckhaj

- Familjen Pseudocarchariidae – Krokodilhajar
  - Släktet Pseudocarcharias
    - P. kamoharai – Krokodilhaj